# Библиотека
Библиоте́ка (греч. βιβλίον «книга» + θήκη «хранилище») — учреждение, собирающее и осуществляющее хранение произведений печати и письменности для общественного пользования, а также ведущее справочно-библиографическую работу. Работник библиотеки называется «библиотекарем».
В настоящее время всё большее количество книг оцифровываются и хранятся на электронных носителях, некоторые книги не печатаются и в бумажном виде их нет.

## История
Библиотеки впервые появились на Древнем Востоке. Уже в первой половине 3-го тысячелетия до н. э. хранилище глиняных табличек с записями (библиотека или архив), занимавшее несколько комнат, существовало при храме шумерского города Ниппур. Схожие собрания ассирийских глиняных табличек, относящиеся ко 2-му тысячелетию до н. э., обнаружены в Амарне (Египет). В одной из гробниц близ египетских Фив был обнаружен также ящик с папирусами времени II переходного периода (XVIII—XVII вв. до н. э.). В эпоху Нового царства Рамсесом II было собрано около 20 000 папирусов. Самая известная древневосточная библиотека — собрание клинописных табличек из дворца ассирийского царя VII века до н. э. Ашшурбанипала в Ниневии. В собрании Ашшурбанипала насчитывалось около 25 тысяч табличек, которые систематически собирались из разных храмов его царства. Основная часть табличек содержит юридическую информацию.
После того как в китайской империи Хань (с 206 г. до н. э.) был снят существовавший со времён Цинь Шихуанди запрет на хранение записей, не относящихся к правлению текущей династии, началось накопление литературных работ: предпринимался поиск древних письменных памятников, поощрялись сочинительство и создание архивов. Были также разработаны первые системы библиотечной каталогизации. Развитию библиотечного дела способствовало начавшееся во II веке становление государственного бюрократического аппарата.
В Древней Греции библиотеки и архивы при храмах существовали издавна, а в IV веке до н. э. с развитием философских школ стали формироваться книжные собрания при различных структурах светской власти. На будущую культуру Запада оказали влияние библиотеки школ Эпикура и Платона, а в особенности — библиотека школы перипатетиков. В том же веке в Гераклее Понтийской тираном Клеархом была основана первая публичная библиотека.
Крупнейшим центром античной книжности стала Александрийская библиотека. Она была задумана в III веке до н. э. Птолемеем I и реализована его сыном Птолемеем II при помощи Деметрия Фалерского. Создатели библиотеки поставили перед собой цель собрать все произведения греческой литературы в наиболее качественных списках; они стремились также систематизировать это собрание таким образом, чтобы на него можно было ссылаться в литературных комментариях, публикуемых в дальнейшем. Александрийская библиотека была центром образования всего эллинистического мира. Она являлась частью комплекса Мусейона. В комплекс входили жилые помещения, учебные залы, ботанический и зоологический сады, обсерватория и библиотека. Позднее к нему были добавлены медицинские и астрономические инструменты, чучела животных, статуи и бюсты, которые были использованы для обучения. В собрание Мусейона входило 200 000 папирусов в храме и 700 000 документов в школе. Мусейон и большая часть Александрийской библиотеки были уничтожены приблизительно в 270 году нашей эры.
С Александрийской библиотекой в античности соперничало книжное собрание Пергама в Малой Азии, сформированное в царствование Аттала I Сотера и его преемника Эвмена II. Предположительно, для целей обновления фонда библиотеки после того, как Птолемей Филадельф наложил запрет на вывоз папируса из Египта, был изобретён пергамент. В 133 году до н. э. собрание библиотеки, вместе со всем Пергамским царством, было завещано его очередным правителем Атталом III народу Рима, и впоследствии, согласно Плутарху, Марк Антоний подарил 200 тысяч томов этого собрания Клеопатре, передавшей их Александрийской библиотеке.
Библиотечному делу в Риме был дан толчок завоеваниями в Греции. В частности, после разграбления Афин Суллой в 86 году до н. э. в Рим попали копии книг из собрания Аристотелевой библиотеки и около 60 года до н. э. Андроник Родосский и Тираннион уже в Риме подготовили полную копию всех доступных текстов этой библиотеки. В дальнейшем в Риме существовали многочисленные частные книжные собрания, иметь собственную библиотеку стало модным. Одним из крупнейших библиофилов своего времени был Луций Лициний Лукулл, чья огромная библиотека в значительной части была составлена из книг, привезённых из военных походов. Публичную библиотеку в Риме планировал основать Юлий Цезарь, доверивший работу по её созданию Марку Теренцию Варрону, автору не дошедшего до современности труда De bibliothecis. Однако эти планы при его жизни осуществить не успели и первая публичная библиотека была основана через пять лет покровителем литературы Азинием Полионом. Позже публичные библиотеки основывали многие римские императоры, и к IV веку на территории империи их насчитывалось не менее 30. В дальнейшем центром книгохранения стала Восточная Римская империя, где на протяжении тысячелетия сохранились (иногда в виде сжатых пересказов, или эпитом) многие античные труды.
В исламском мире первые библиотеки состояли из священных текстов и создавались при мечетях. Муавия, первый халиф династии Омейядов, возможно, взявший за образец информацию об Александрийской библиотеке, в конце VII века преобразовал собственную библиотеку по принципам, впоследствии служившим основой для книжных собраний его преемников. Ко времени правления Валида I библиотека халифов насчитывала уже сотни томов по таким темам, как астрология, алхимия, медицина и военное дело, и при этом правителе был назначен первый сахиб аль-масахиф — смотритель книг. Когда мусульмане переняли у китайцев технологию производства бумаги, процесс воспроизводства письменных текстов значительно подешевел, что оказало прямое влияние на размеры книжных собраний. Значительные библиотеки возникли в Багдаде (при Харуне ар-Рашиде и аль-Мамуне), Каире (при фатимидском халифе аль-Мустансире), Александрии, а в Омейядской Испании появилась целая система публичных библиотек, действовавших в Кордове, Толедо и Гранаде. Работы на арабском языке из этих библиотек стали проникать в католическую Европу с XII века — тогда же, когда европейцы вновь ознакомились с книжным наследием античности благодаря библиотекам Византии.
В христианской части Европы в Средние века очагами книжности были монастырские библиотеки, при которых действовали скриптории (см., в частности, Библиотеки эпохи Каролингов). Там переписывались не только Священное писание и сочинения Отцов Церкви, но и некоторые произведения античных авторов, а после возникновения первых университетов студенты-монахи начали пополнять монастырские библиотеки собственными конспектами лекций по юриспруденции, медицине и античной философии. Из-за огромной стоимости манускриптов и трудоёмкости их изготовления книги приковывались к библиотечным полкам цепями.
Дороговизна книг приводила к тому, что, помимо монастырей и университетов, существовало только очень небольшое количество частных собраний, в основном принадлежавших королям, высшей аристократии и церковным иерархам. Одна из таких личных коллекций, принадлежавшая французскому королю Карлу V, впоследствии легла в основу собрания Национальной библиотеки Франции. В эпоху Ренессанса деятели Возрождения буквально охотились за сохранявшимися в монастырях греческими и латинскими текстами. Частные научные библиотеки некоторых из просветителей Возрождения впоследствии легли в основу публичных библиотек: так, на базе собрания библиофила Никколо Никколи была создана библиотека Сан-Марко во Флоренции; личная библиотека флорентийского правителя Лоренцо Великолепного открылась для публики в 1571 году. В Англии после религиозной реформы Генрихa VIII монастыри были закрыты, а из библиотек начали изымать книги, связанные со «старым знанием»; спасение старинных манускриптов стало занятием богатых частных лиц, среди которых были архиепископ Кентерберийский Мэттью Паркер, личный советник Елизаветы I Уильям Сесил, Роберт Коттон и Томас Бодли. Их собрания впоследствии стали частью библиотек Британского музея, Кембриджского (библиотека Паркера) и Оксфордского (Бодлианская библиотека) университетов. Многие городские и университетские библиотеки Германии основаны во времена Мартина Лютера, благодаря которому книжное достояние прошлого не было утрачено в процессе ликвидации монастырей.
Изобретение печатного станка и развитие книгопечатания внесли огромные изменения в облик и деятельность библиотек, всё более теперь отличавшихся от архивов. Библиотечные фонды начинают стремительно разрастаться. С распространением грамотности в Новое время растёт также число посетителей библиотек. Постепенно книги перестали приковывать цепями, а с ростом библиотечных фондов организация собраний приблизилась к современной форме, когда книги в стеллажах вдоль стен расположены корешком с названием в сторону читателя; вероятно, первым собранием, где это было применено, была частная библиотека французского историка и библиофила Жака Огюста де Ту в конце XVI — начале XVII века. В 1627 году издан труд Габриэля Ноде Advis pour dresser une bibliothèque, знаменовавший переход к современной системе организации фондов научных библиотек. Ещё одним реформатором библиотечного дела стал в середине XIX века Антонио Паницци, возглавлявший Британскую библиотеку с 1856 по 1866 год. При Паницци были разработаны основополагающие принципы каталогизации библиотечных собраний, внесены поправки в планирование читальных залов и той части книжных фондов, которые напрямую доступны посетителям; его идеи были реализованы также в библиотеке Конгресса (США). К концу XIX века сложилась практика создания публичных библиотек местными властями на общественные деньги.
По мере того как развивались другие типы носителей информации и становилось более распространённым их использование (в том числе в домашних условиях), к коллекциям библиотек, наряду с книгами, начали добавляться грампластинки, кино- и видеофильмы, магнитофонные ленты, компакт-диски. Периодические издания часто хранятся не в бумажном виде, а в форме микрофиш — фотокопий на плёнке, которые каталогизируются и легко доступны для просмотра. С 1960-х годов идёт процесс компьютеризации и оцифровки библиотек. К началу 2010-х годов в библиотеках находилось примерно 130 миллионов наименований книг (по версии Google).

## Разновидности

### Национальная и региональные библиотеки
Национальная библиотека призвана обеспечить сохранность и доступность всей печатной и смежной продукции, выпущенной и выпускаемой данным государством или имеющей к нему то или иное отношение, могущей быть востребованной читателями. Централизованные на государственном уровне библиотеки имеются в большинстве стран мира. В задачи таких библиотек, среди прочего, входит составление национальной библиографии и поддержка национального центра библиографической информации. Для обеспечения полноты фонда национальной библиотеки во многих странах используется система обязательного экземпляра.
В число наиболее известных и полных входят Национальная библиотека Франции, Британская библиотека, Библиотека Конгресса (США) и Российская государственная библиотека (бывш. имени Ленина). Долгую историю и значительные по объёму фонды имеют Королевская библиотека Бельгии (Альбертина, основана в 1837 году), Королевская национальная библиотека Нидерландов (основана в 1798 году), Австрийская национальная библиотека (основана в 1493 году), Национальная библиотека Индии (Калькутта, основана в 1904 году), Национальная библиотека Австралии, Национальная библиотека Китая, Национальная парламентская библиотека Японии. В России функции национальной библиотеки также выполняют Президентская библиотека имени Б. Н. Ельцина и Российская национальная библиотека (обе — Санкт-Петербург).
Среди стран, где отсутствует единая национальная библиотека и вместо этого действует сеть библиотек, формально носящих этот статус, — Италия и Германия. В некоторых странах (Израиль, Исландия) функции национальной выполняет университетская библиотека, в других (Венгрия, Румыния) — библиотека академии наук.
Региональные библиотеки выполняют роль филиалов национальной библиотеки, что особенно актуально для отдалённых регионов страны. В России особенно важную роль играют региональные библиотеки Новосибирска и Хабаровска, наряду с национальными библиотеками наделённые правом получения обязательного экземпляра.

### Публичная библиотека
Публичные библиотеки обеспечивают читателей наиболее употребительными и популярными изданиями. Публичные библиотеки могут предоставлять клиентам не только книги, но и аудио- и видеозаписи, ноты, а в таких странах, как Швеция и Великобритания, — и произведения изобразительного искусства; в этих случаях пользователь, желающий получить такое произведение искусства во временное пользование дома, обычно оставляет денежный залог.
Муниципальная библиотека — публичная библиотека, находящаяся в собственности или в управлении муниципальных властей. Муниципальные библиотеки обычно не являются специализированными, могут содержать в себе детское и юношеское отделения, ориентированы на обслуживание жителей соответствующего муниципального образования (в том числе, в некоторых странах — иногда запрещают выдачу книг лицам, не являющимся местными жителями).
Для муниципальных библиотек характерно наличие собраний материалов по местной тематике. В крупных населённых пунктах в систему публичных библиотек могут также входить справочные библиотеки, организованные по тем же принципам, что библиотеки научных организаций.

### Академическиеи школьные библиотеки
Университетские, институтские, школьные библиотеки нацелены, главным образом, на обеспечение учащихся литературой, необходимой для учебного процесса и по составу фонда приближаются к специальным. То же можно сказать и о ведомственных библиотеках. Однако, в отличие от специальных библиотек, институтские и ведомственные библиотеки не являются общедоступными и обслуживают только читателей, относящихся к соответствующему учебному заведению или ведомству. Впрочем, реализация этого принципа зависит от национальной традиции и конкретных социокультурных условий: так, в США ряд университетских библиотек обеспечивает свободный доступ к своим фондам для всех желающих.
В странах, где публичные библиотеки и школы находятся в сфере ответственности одного и того же ведомства, библиотечная служба может включать в себя школьный отдел, централизованно занимающийся приобретением и стандартной обработкой (в том числе библиографической) материалов для школьных библиотек, которые затем рассылаются по отдельным школам. Такая практика действует, в частности, в Дании и некоторых регионах Великобритании.
Специфичной для библиотек образовательных учреждений являются пики спроса на одну и ту же публикацию за короткий промежуток времени, когда учащимся требуется доступ к ней в рамках учебного курса. Исторически эту задачу помогало частично решить создание специальных отделов, литература из которых выдавалась только на короткое время (до нескольких часов). С развитием электронных ресурсов появилась возможность обеспечить одновременный доступ к конкретному материалу большого числа учащихся.

### Частные библиотеки
Хотя частные книжные собрания возникают в результате усилий одного конкретного лица или семьи, они часто имеют значение для широкой публики. Многие публичные библиотеки, особенно в Европе, создавались вокруг ядра богатой частной библиотеки. Частные библиотеки могут также располагать уникальными по охвату или качеству и сохранности коллекциями материалов по узким темам, практически недостижимыми для публичных или даже ведомственных библиотек. В этих случаях они играют важную роль в сумме библиографического знания, в особенности если владельцы предоставляют доступ к ним учёным-специалистам. В качестве примера частной библиотеки, представляющей научную ценность, Британская энциклопедия приводит коллекцию Генри Фолджера, включавшую не менее 70 экземпляров одного издания — первого собрания сочинений Шекспира.

### Другие разновидности
Библиотеки бывают:
- Государственные
- Бюджетные
- Муниципальные
- Частные
- Личные (семейные)
- Учебные

и т. д.
Социальные виды универсальных библиотек:
- Для слепых
- Детская
- Юношеская
- Отраслевые
- и другие

Специальные отраслевые библиотеки бывают:
- Медицинские
- Сельскохозяйственные
- Технические
- Художественные
- и другие

Специальные библиотеки собирают издания определённого типа (нотные издания, книги для слепых, государственные стандарты, патенты, предсказания на пальмовых листьях и т. п.) или определённой тематики. Необходимость специальных библиотек в ряде случаев вызывается особыми условиями хранения изданий и пользования ими, но по большей части связана с невозможностью сосредоточить слишком большое количество изданий в одном помещении и обеспечить работу в одном учреждении высококвалифицированных специалистов по слишком разным отраслям книжного дела. В России в последние десятилетия особенно важную роль стала играть Всероссийская Государственная библиотека иностранной литературы, взявшая на себя ряд периферийных для библиотеки функций и превратившаяся благодаря этому в крупный культурный центр.
Библиотеки для слепых обеспечивают доступ к информации для слепых и слабовидящих читателей. Такие библиотеки содержат книги, набранные рельефным шрифтом Брайля и аудиокниги на разных носителях. Крупнейшая в России библиотека для слепых — Российская государственная библиотека для слепых. Помимо книг, набранных рельефным шрифтом и аудиокниг, она содержит большую коллекцию рельефно-объёмных моделей, позволяющих слепым узнать облик различных объектов.

## Деятельность
Деятельность библиотек по обслуживанию читателей осуществляется в двух основных формах. Библиотечный абонемент предоставляет читателю право получить издание из библиотеки в своё полное распоряжение на определённый срок. В другом случае читатель имеет возможность знакомиться с книгой только в помещении библиотеки (как правило, в специально отведённом читальном зале). В некоторых библиотеках работает только абонемент или только читальный зал, в других эти формы обслуживания сочетаются, хотя не для всех единиц хранения возможны обе. Школьные и вузовские библиотеки в развитых странах тесно связаны с компьютерным центром соответствующего учебного заведения, что позволяет учащимся получить доступ к электронным ресурсам не только из помещения библиотеки, но и из других мест.
Другой важной характеристикой библиотеки является структура её фонда. В большинстве случаев часть изданий (наиболее востребованная читателями) располагается в открытом доступе и может быть просмотрена читателем непосредственно у книжной полки, тогда как большинство изданий располагается в книгохранилище и может быть оттуда получено лишь через некоторое время посредством заказа по каталогу библиотеки. Важным этапом в развитии библиотечного дела стало внедрение практики обмена фондами. Многие библиотеки имеют общие каталоги, позволяющие клиентам одной из библиотек системы заказывать материалы в любой другой из входящих в ту же систему. В некоторых случаях на выдачу особо редких, повреждённых или содержащих государственную тайну изданий накладываются ограничения, требующие от читателя специального запроса или разрешения; в СССР эта практика использовалась особенно широко и вошла в историю как спецхран. Национальные и академические библиотеки, как правило, располагают коллекциями старинных манускриптов и инкунабул, для содержания которых тоже создаются особые условия.
Передвижные библиотечные пункты облегчают доступ к книгам и Интернету для населения удалённых районов, жителей домов престарелых. Для доставки книг и средств связи используются автобусы и автофургоны (англ. bookmobile, исп. bibliobús), а в некоторых странах (например, в Зимбабве) — ишаки. В современную библиотечную практику также входит такая услуга, как избирательное распространение информации, в рамках которой библиотека периодически извещает клиентов о поступлении новых материалов по интересующим его темам.
Для расстановки книг по темам в библиотеках используется стандартная для страны выпуска книги система классификации, индекс по которой печатается в начале книги. Примеры таких систем крупных стран: Библиотечно-библиографическая классификация (Россия), Китайская библиотечная классификация (Китай), классификация Библиотеки Конгресса (США).
Российский историк и литературовед, просветитель и гуманист Дмитрий Лихачёв утверждал:

Если в результате какой-нибудь разрушительной катастрофы с лица земли исчезнут все центры образования и культуры, если на свете не останется ничего, кроме библиотек — у мира и человечества будет возможность возродиться.